# Erpe
Erpe est une section de la commune belge d'Erpe-Mere dans le Denderstreek sur le Molenbeek-Ter Erpenbeek située en Région flamande dans la province de Flandre-Orientale. C'était une commune à part entière avant la fusion des communes de 1977.

## Démographie

### Évolution démographique

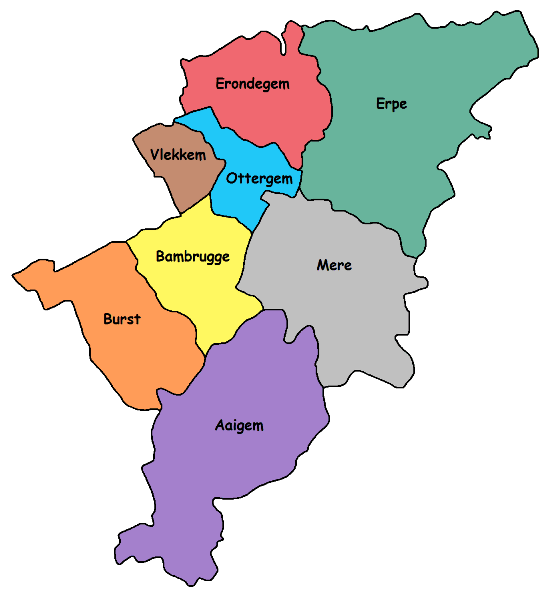
Localisation d'Erpe dans Erpe-Mere

- Sources : INS, Rem. : 1831 jusqu'en 1970 = recensements, 1976 = nombre d'habitants au 31 décembre[2].

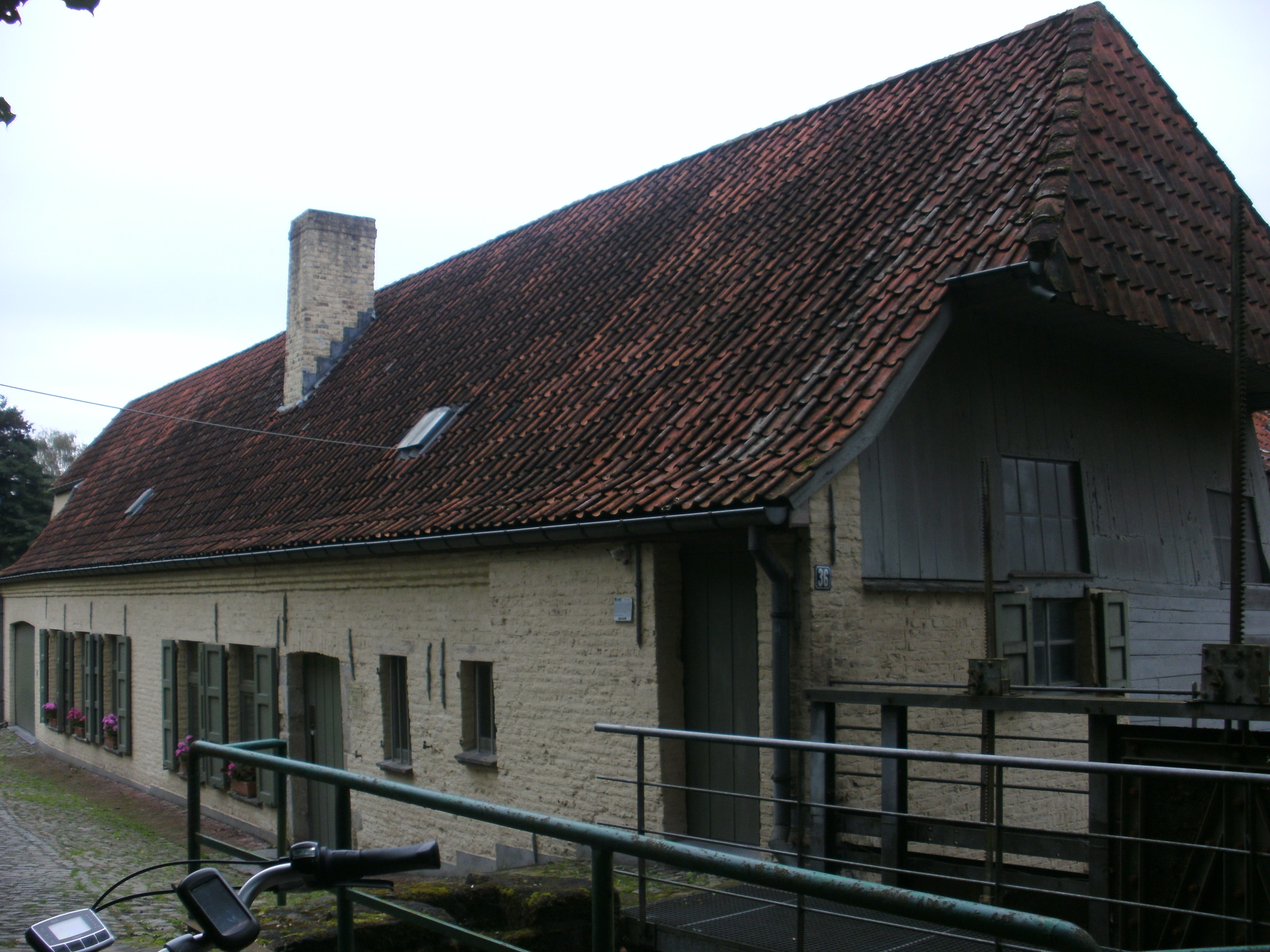
Vue de face de la Cottemmolen à Erpe
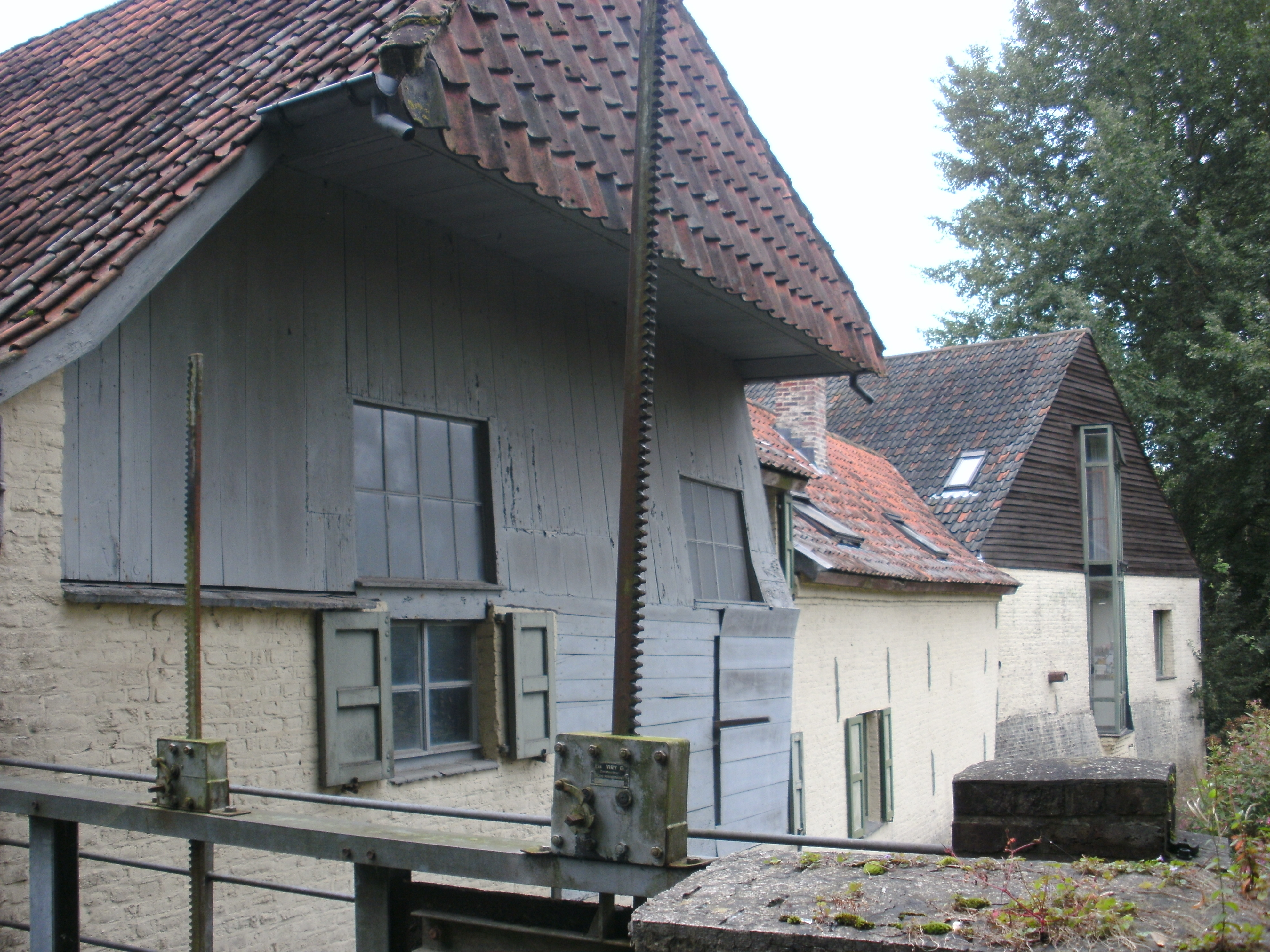
Vue latérale de la Cottemmolen à Erpe
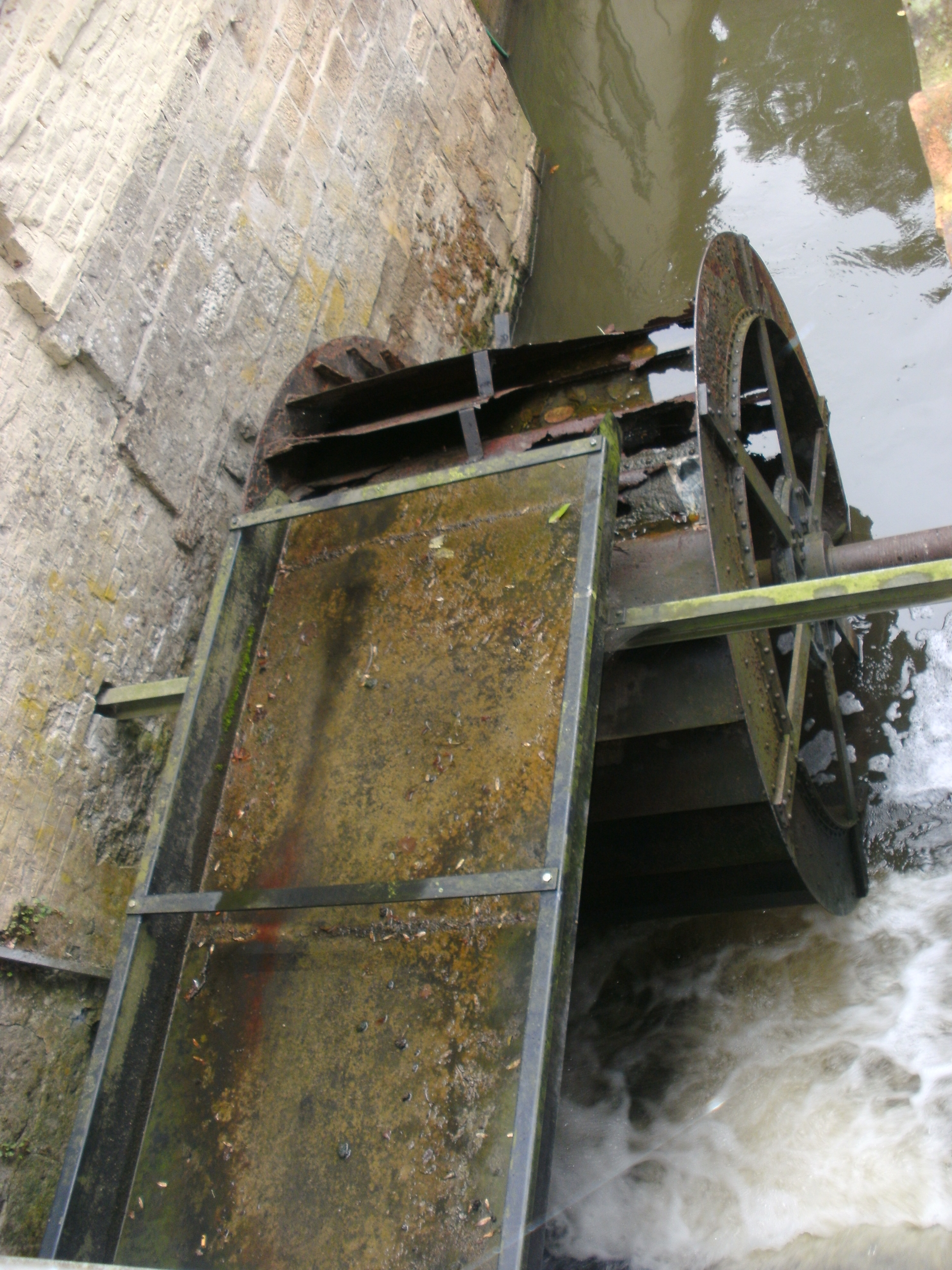
La roue de moulin de la Cottemmolen à Erpe
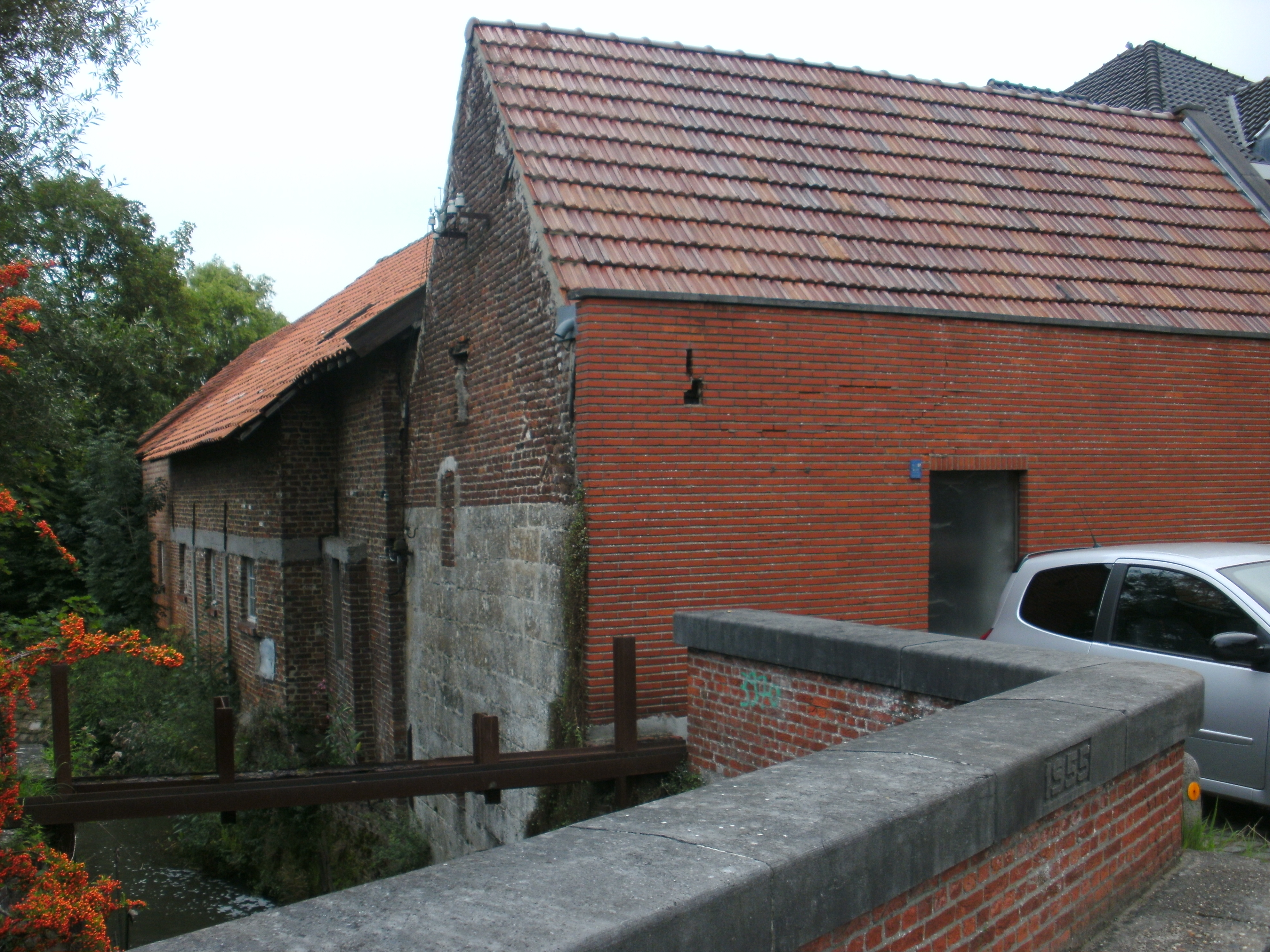
Van Der Biestmolen à Erpe
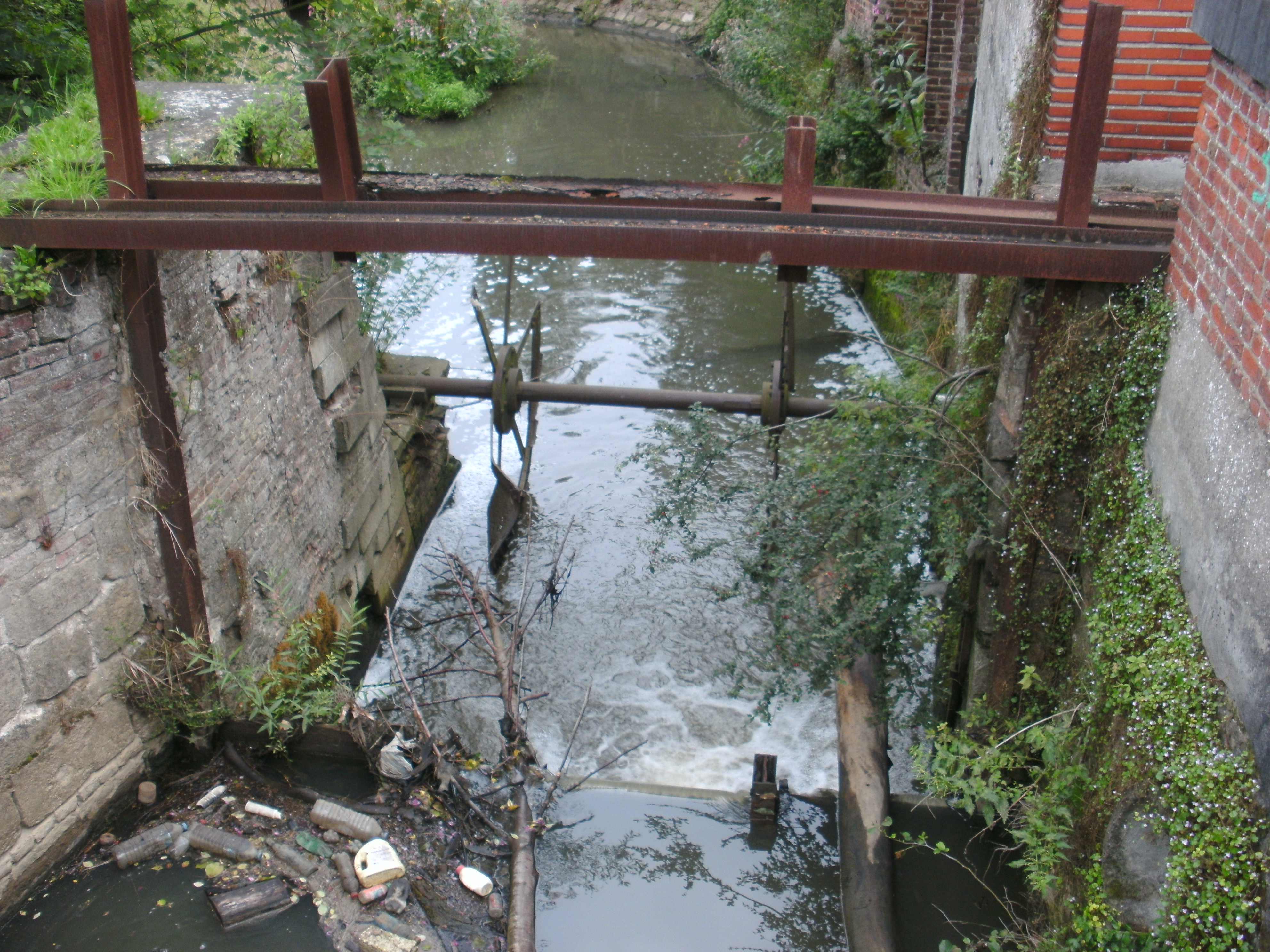
La roue de moulin de la Van Der Biestmolen à Erpe
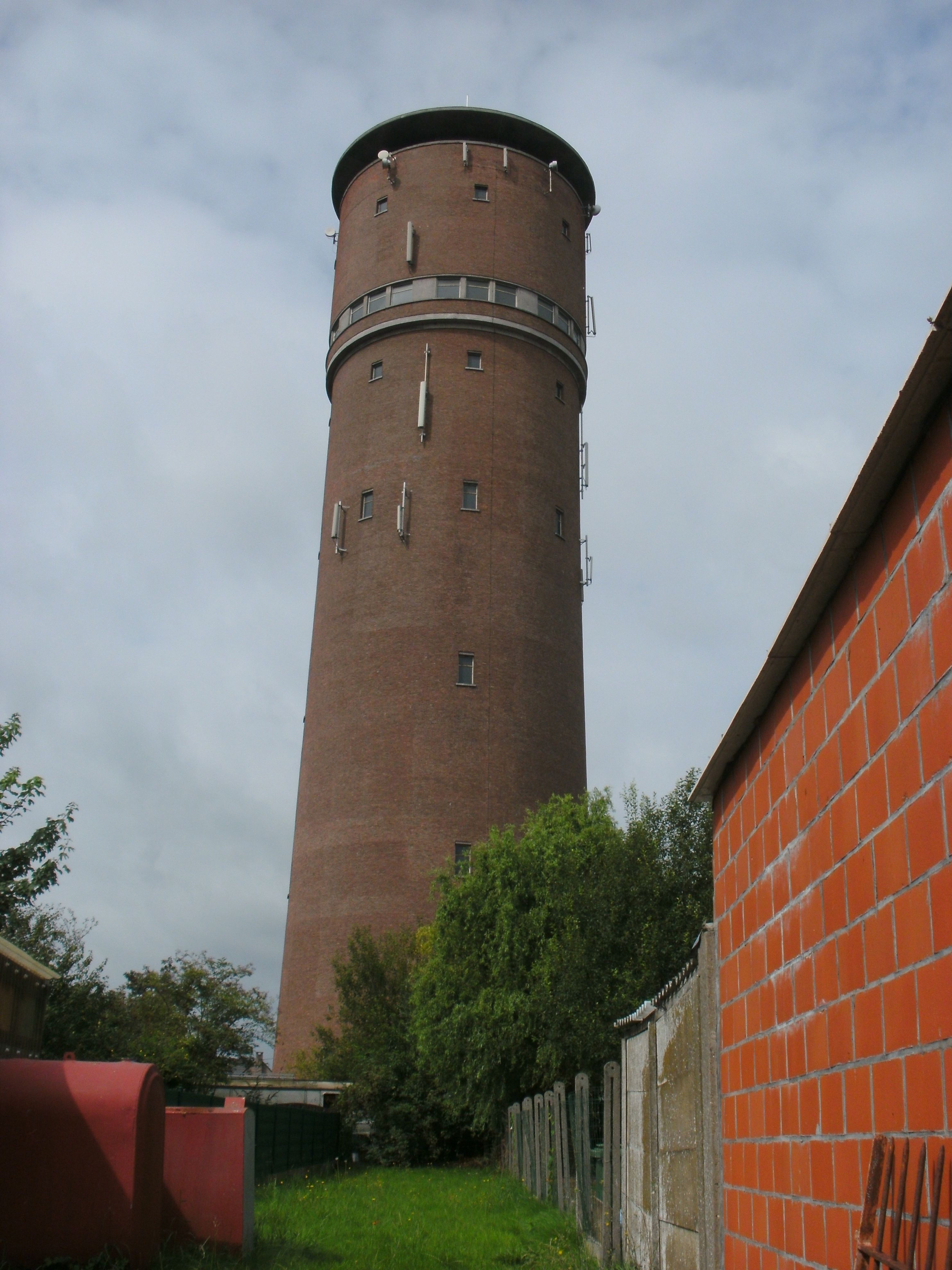
Château d'eau à Erpe
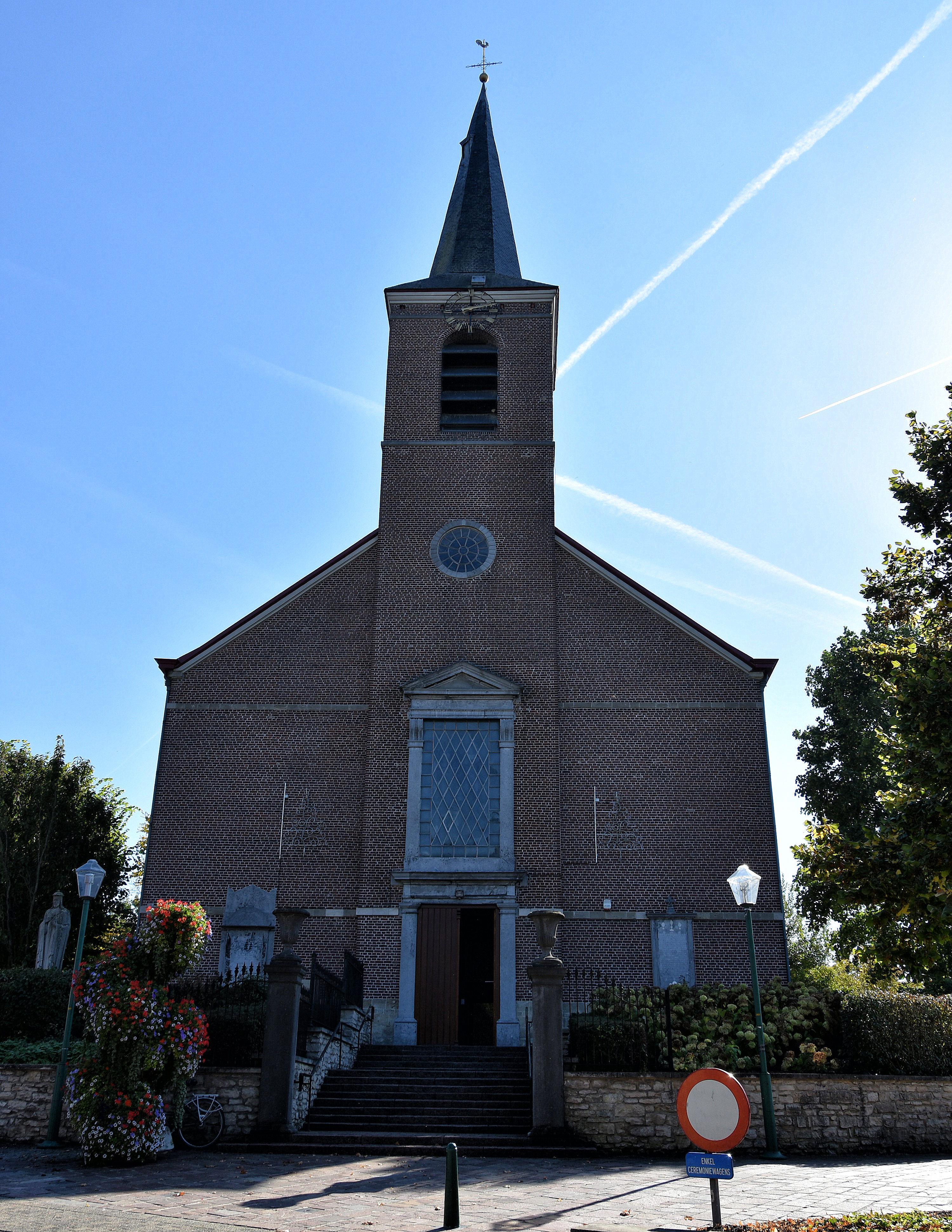
L'église d'Erpe
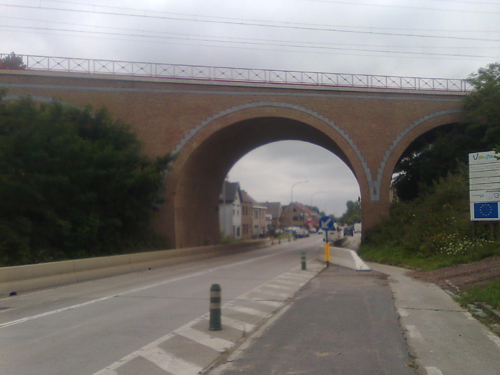
Le pont de chemin de fer d'Erpe au-dessus d'Oudenaardsesteenweg
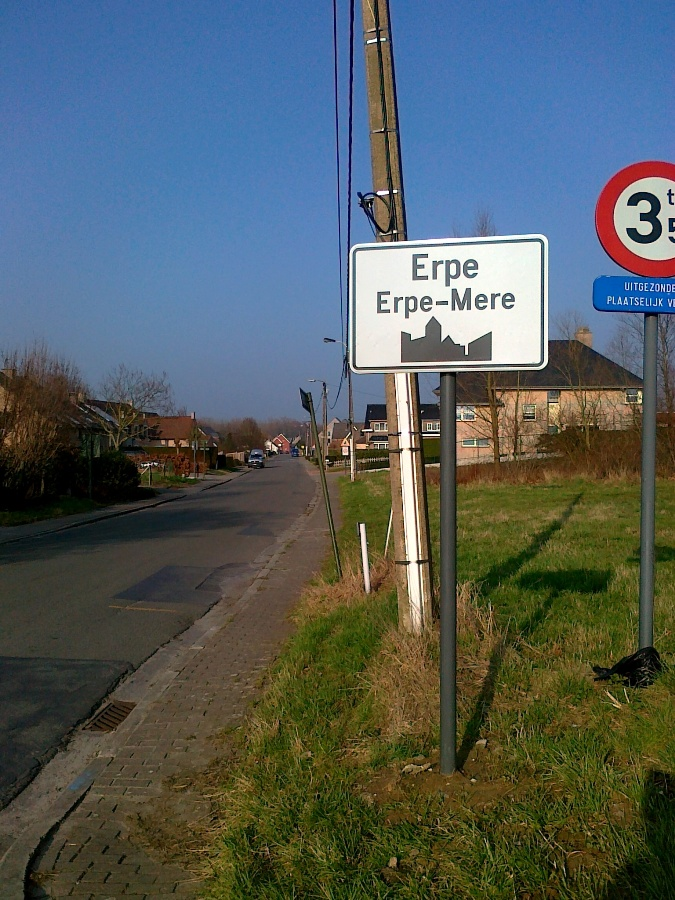
Le commencement de l'agglomération d'Erpe
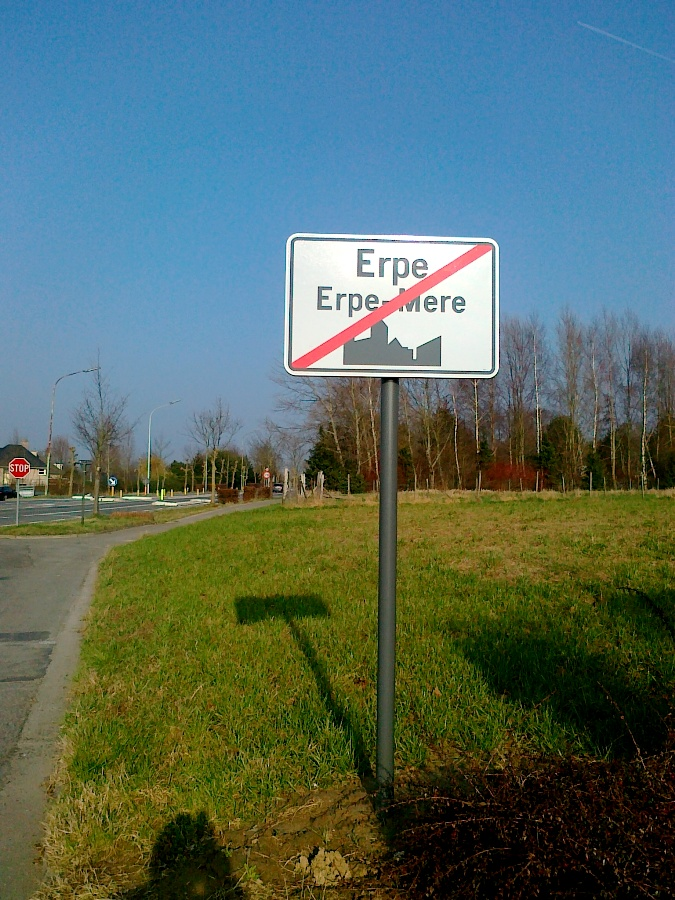
La fin de l'agglomération d'Erpe

## Sport
Maillots
Dernière mise à jour : 5 juin 2012.
Le Football Club Oranja Erpe était un club de football belge basé dans le village d'Erpe, en Flandre-Orientale. Fondé le 4 mai 1969, le club portait le matricule 7329 et jouait en 1998-1999 en quatrième provinciale. Erpe jouait en noir et orange comme couleurs. FC Oranja Erpe fusionne avec KFC Olympia Erondegem en 1999 (Gentsesteenweg 328 en Erondegem). Le nouveau nom du club était KVC Erpe Erondegem et jouait avec le matricule d'Olympia Erondegem dans le stade d'Oranja Erpe. En 2009 KVC Erpe Erondegem est absorbé par FC Mere.
Maillots
Dernière mise à jour : 5 juin 2012.
Le Football Club Edixvelde était un club de football belge basé dans le village d'Erpe, en Flandre-Orientale. Fondé le 16 mars 1967, il est affilié à l'Union Belge le 1er avril 1967. Le club portait le matricule 7017 et jouait en 1998-1999 en quatrième provinciale. Edixvelde jouait en noir et jaune comme couleurs. FC Edixvelde est absorbé par FC Mere en 1999.